# Karin Anselm
Karin Anselm, all'anagrafe Karin Jesper (Amburgo, 22 gennaio 1940), è un'attrice e doppiatrice tedesca.

## Biografia
Karin Anselm è nata ad Amburgo il 22 gennaio 1940. Attrice attiva prevalentemente in campo televisivo e teatrale, sul piccolo schermo ha partecipato ad oltre una sessantina di differenti produzioni a partire dalla metà degli anni sessanta, recitando soprattutto in vari film TV.
Come doppiatrice, ha prestato, tra l'altro, la propria voce ad attrici quali Dana Bartůňková, Jana Brejchová, Julie Christie, Judy Davis, Judith Drake, Barbara Flynn, Lauren Frost, Nanette Newman, Faith Prince, Ella Raines e Dame Diana Rigg.

## Filmografia parziale
- Der Drache - film TV (1965) - ruolo: Elsa
- Der Glückstopf - film TV (1966)
- Ein Florentiner Hut - film TV (1967)
- Willst Du nicht das Lämmlein hüten? - film TV (1967) - Catherine
- Die Mühle von Sanssouci - film TV (1968)
- Sabina Englender - film TV  (1968) - Sabina Englender
- Heinrich VIII. und seine Frauen - film TV (1968) - Jane Seymour
- Peter Brauer - film TV (1969) - Klara Bauer
- Mond über dem Fluß - film TV (1969)
- Abseits - film TV (1970) - Sabine Heimbucher
- Der Polizeiminister 1759-1820 Joseph Fouché - film TV (1970) - Josephine
- Mitten in der Nacht - film TV (1971) - Betty Preiss
- Ein Nachmittag wie viele - film TV (1971)
- Einfach davonsegeln! - film TV (1972)
- Privatdetektiv Frank Kross - serie TV, 1 episodio (1972)
- Motiv Liebe - serie TV, 1 episodio (1972)
- Der Bastian - serie TV, 13 episodi (1973) - Dott.ssa Katharina Freude
- Nie wieder Mary - film TV (1974) - Tiffany Richards
- Die Fälle des Herrn Konstantin - serie TV, 2 episodio (1974) - Angela
- Block 7 - film TV (1976) - Sig.ra Brocker
- Detektiv Harvey - serie TV, 1 episodio (1978)
- Tödlicher Ausgang - film TV (1979)
- Wie erziehe ich meinen Vater? - serie TV (1979)
- Kreuzfahrten eines Globetrotters - serie TV, 1 episodio (1981)
- Squadra speciale K1 - serie TV, 1 episodio (1981)
- Tatort - serie TV, 8 episodi (1981-1988) - Commissario Hanne Wiegand
- Frau Jenny Treibel - film TV (1982) - Helene Treibel
- Weißblaue Geschichten - serie TV (1984)
- Schöne Ferien - serie TV, 1 episodio (1985)
- Herschel und die Musik der Sterne - film TV (1986)
- L'ispettore Derrick - serie TV, ep. 15x11, regia di Alfred Weidenmann (1988) - Eva Hauk
- L'ispettore Derrick - serie TV, ep. 16x06, regia di Theodor Grädler (1989) - Henriette Simon
- Wohin die Liebe fällt - film TV (1990)
- Un caso per due - serie TV, 1 episodio (1991)
- Der Fotograf oder Das Auge Gottes - serie TV (1992)
- La nave dei sogni - serie TV, 1 episodio (1993)
- Die Stadtindianer - serie TV (1994)
- Flucht ins Paradies - miniserie TV (1995)
- Wilsberg - serie TV, 1 episodio (1995)
- Wolff - Un poliziotto a Berlino - serie TV, 1 episodio (1995)
- Der Mond scheint auch für Untermieter - serie TV (1995)
- Il silenzio di Venere - film TV (1995)
- L'ispettore Derrick - serie TV, ep. 22x01, regia di Horst Tappert (1995) - Sig.ra Wienand
- Ein Mann steht seine Frau - serie TV (1997)
- Verschollen in Thailand - film TV (1997) - Ursula Strauten
- Verschollen in Thailand - serie TV (1997) - Ursula Strauten
- SOKO 5113 - serie TV, 1 episodio (1998)
- Padre papà - film TV (1998)
- Die Sternbergs - Ärzte, Brüder, Leidenschaften - serie TV, 2 episodi (1999)
- Rosamunde Pilcher - Zeit der Erkenntnis - film TV, regia di Erich Neureuther (2000)
- Weißblaue Geschichten - film TV (2000)
- Jetzt bin ich dran, Liebling! - film TV (2001)
- Utta Danella - serie TV, 1 episodio (2006)